# Hugh Kennedy & Company
Hugh Kennedy & Company war ein britischer Hersteller von Automobilen.

## Unternehmensgeschichte
Hugh Kennedy gründete 1907 das Unternehmen in Glasgow und begann mit der Produktion von Automobilen. Die Markennamen lauteten Kennedy und Ailsa. 1910 endete die Produktion. Hugh Kennedy war später am Rob Roy beteiligt.

## Fahrzeuge
Das einzige Modell war der 15/20 HP. Ein Vierzylindermotor war vorne im Fahrzeug montiert und trieb die Hinterachse an. Der Neupreis betrug 395 Pfund.